# Stepenitz (Brandenburg)
Stepenitz er en 84 kilometer lang biflod til Elben i Landkreis Ostprignitz-Ruppin og Landkreis Prignitz i den tyske delstat Brandenburg.  
Stepenitz regnes for en af de reneste floder i Tyskland. 
De største bifloder til Stepenitz, hvis afvandingsområde er på 1.293 km², er Dömnitz, Schlatbach og Jeetzbach. 
Floddalen blev i 2004  udpeget til Naturschutzgebiet Stepenitz.
Stepenitz har sit udspring i det nordlige Brandenburg i Landkreis Ostprignitz-Ruppin omkring 5 kilometer sydøst for Meyenburg.  Kun få kilometer derfra har floderne Elde og Dosse deres udspring. Elde løber mod nordøst til Müritz og Dosse mod sydøst til Havel; Stepenitz løber hovedsageligt mod sydvest.

## Bifloder
Fra kilden og ned:
| - Sabel - Krumbach - Kreuzbach - Rotbach - Zieskenbach | - Sagast - Kalterbach - Freudenbach - Dömnitz - Panke | - Mühlenbach - Schlatbach - Perle - Jeetzbach - Karthane |

## Byer langs floden
- Meyenburg
- Stepenitz
- Putlitz
- Wolfshagen
- Perleberg
- Wittenberge

52°59′17″N 11°45′50″Ø / 52.988°N 11.764°Ø